# The Blue Nile
The Blue Nile este o formație de muzică pop din Glasgow, Scoția. 

## Discografie

### Albume
- A Walk Across the Rooftops (Linn, 1984)
- Hats (Linn/Virgin, 1989)
- Peace at Last (Warner Bros., 1996)
- High (Sanctuary, 2004)

### Single-uri
Non-album single:
- "I Love This Life" / "The Second Act" (RSO, 1981)

De pe A Walk Across the Rooftops:
1. "Stay" (remix) / "Saddle the Horses" (Linn, 1984)
2. "Tinseltown in the Rain" / "Heatwave" (Instrumental) (Linn, 1984) (7" single)
3. "Tinseltown in the Rain" / "Regret" / "Heatwave" (Instrumental) (Linn, 1984) (12" single)

De pe Hats:
1. "The Downtown Lights" / "The Wires are Down" / "Halfway to Paradise" (Linn/Virgin, 1989)
2. "Headlights on the Parade" (Bob Clearmountain remix) / "Headlights on the Parade" (LP Version) / "Easter Parade (with Rickie Lee Jones)" (Linn/Virgin, 1989)
3. "Saturday Night" (edit) / "Seven A.M." (Live USA NYC) / "Saturday Night" (LP version) (Linn/Virgin, 1989) (CD5 version 1)
4. "Saturday Night" (edit) / "Our Lives (1. Lost / 2. Bolivia / 3. New York)" / "Saturday Night" (LP version) (Linn/Virgin, 1989) (CD5 version 2)

De pe Peace at Last:
1. "Happiness" (edit) / "O Lolita" / "War is Love" (A Different Day) (Warner Bros., 1996) (CD5 version 1)
2. "Happiness" (edit) / "New York Man" / "Wish Me Well" (Warner Bros., 1996) (CD5 version 2)

De pe High:
1. "I Would Never" / "I Love This Life" / "The Second Act" (Sanctuary, 2004)
2. "She Saw the World" / "Soul Boy" (remix) (Sanctuary, 2005 - doar pentru reclamă- n-a fost lansat niciodată)